# سحلية رشيقة
السحلية الرشيقة أو السِّقَّاية الرشيقة أو العظاية الرشيقة هي سحلية حقيقية موزعة في معظم أنحاء أوروبا من فرنسة وعبر القارة إلى بحيرة بَيكال في روسيا.   لا يوجد في تركيا الأورُبّية. غالبًا ما يكون توزيعه غير مكتمل.  لا يمكنها البقاء على قيد الحياة إلا على طول البراح الصحراوية الساحلية في التجمعات السكانية الشمالية كما هو الحال في بريطانيا العظمى حيث تكون الرمال ساخنة بدرجة كافية لاحتضان بيضها.